# 린지 호일

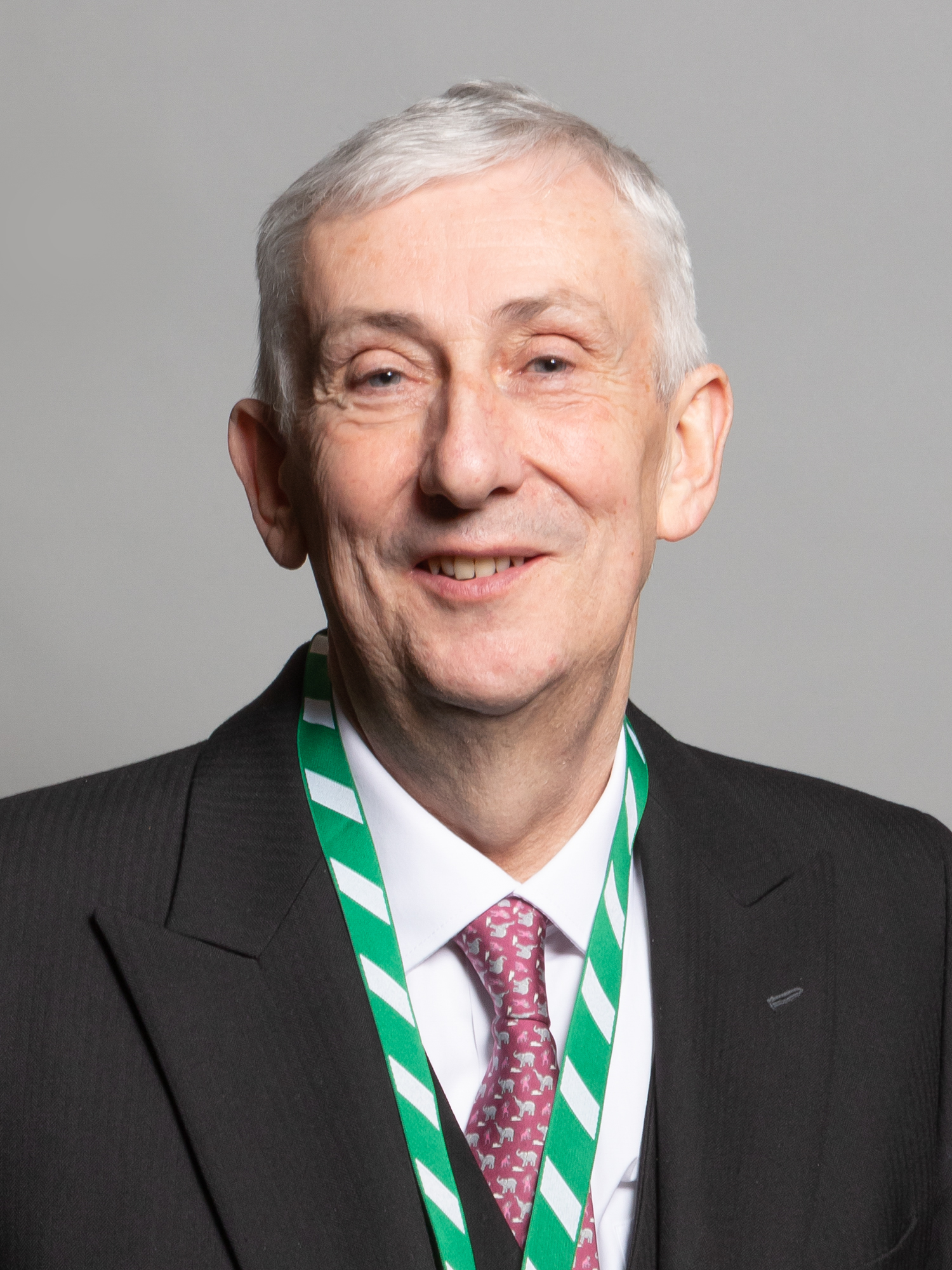
린지 호일

린지 하비 호일(영어: Lindsay Harvey Hoyle, 1957년 6월 10일 ~ )은 영국의 정치인으로 2019년 11월 이래 영국 하원의 의장이다. 1997년부터 촐리 지역구의 국회의원을 역임하고 있으며, 서민원 의장 당선 전에는 노동당원이었다.
노동당 시절 2010년부터 2019년까지 세입분과위원장 및 존 버코 밑에서 하원 부의장을 역임한 바 있으며, 2019년 11월 4일 하원 의장에 당선되었다.

## 역대 선거 결과
| 선거명      | 직책명                 | 대수 | 정당   | 득표율 | 득표수   | 결과 | 당락               |
| ----------- | ---------------------- | ---- | ------ | ------ | -------- | ---- | ------------------ |
| 1997년 선거 | 하원의원 (촐리 선거구) | 52대 | 노동당 | 53.04% | 30,607표 | 1위  | 촐리 하원의원 당선 |
| 2001년 선거 | 하원의원 (촐리 선거구) | 53대 | 노동당 | 52.32% | 25,088표 | 1위  | 촐리 하원의원 당선 |
| 2005년 선거 | 하원의원 (촐리 선거구) | 54대 | 노동당 | 50.70% | 25,131표 | 1위  | 촐리 하원의원 당선 |
| 2010년 선거 | 하원의원 (촐리 선거구) | 55대 | 노동당 | 43.23% | 21,515표 | 1위  | 촐리 하원의원 당선 |
| 2015년 선거 | 하원의원 (촐리 선거구) | 56대 | 노동당 | 45.10% | 23,322표 | 1위  | 촐리 하원의원 당선 |
| 2017년 선거 | 하원의원 (촐리 선거구) | 57대 | 노동당 | 55.26% | 30,745표 | 1위  | 촐리 하원의원 당선 |
| 2019년 선거 | 하원의원 (촐리 선거구) | 58대 | 무소속 | 67.30% | 26,831표 | 1위  | 촐리 하원의원 당선 |